# 钢铁飞龙之再见奥特曼
钢铁飞龙之再见奥特曼，2017年10月1日上映的中国大陆动画电影，由王巍执导，侯勇、大张伟、金晨等配音。
该片由广州蓝弧文化传媒有限公司、乐视影业（北京）有限公司出品，霍尔果斯鱼子酱文化传播有限责任公司联合出品。

## 配音
该片由上海电影译制片厂配音，配音导演为刘风和张欣，录音师为钟鸣。
| 角色       | 配音演员 |
| ---------- | -------- |
| 奥特曼     | 侯勇     |
| 暴风       | 金晨     |
| 火神       | 向佐     |
| 小雪       | 祖晴     |
| 铁拳/J博士 | 郝邵文   |
| 伊特       | 汪铎     |
| Maggie     | 屈菁菁   |
| 深蓝       | 曲哲明   |
| 小星       | 大张伟   |
| 赤焰       | 罗云熙   |

## 主题曲
电影主题曲《我在诗里看到了你》有大张伟创作、演唱。

## 授权争议
2020年7月8日，中國上海浦东新區人民法院作出判決，對圓谷製作起訴廣州藍弧動畫傳媒有限公司、樂視影業（北京）有限公司、廣州藍弧文化傳翔有限公司、廣州藍奇文化傳播有限公司等5被告因《鋼鐵飛龍之再見奧特曼》侵犯圓谷著作權成立。